# Gråkronad gulhake
Gråkronad gulhake (Geothlypis poliocephala) är en centralamerikansk fågel i familjen skogssångare inom ordningen tättingar.

## Utseende och läten
Gråkronad gulhake är en avvikande medlem av släktet gulhakar med kraftig, något böjd näbb och relativt lång avsmalnad stjärt. Karakteristiskt är ljus undre näbbhalva, svart tygel, grå eller brunaktig panna och gul strupe. Sången är lång och varierad, lik Passerina-finkar men haltande och otydlig i strukturen. Bland lätena hörs nasala "cherd-lee" och serier med melankoliska fallande visslingar.

## Utbredning och systematik
Gråkronad gulhake förekommer i Centralamerika och delas in i sex underarter med följande utbredning:
- Geothlypis poliocephala poliocephala – Stillahavssluttningen i nordvästra Mexiko (norra Sinaloa till västligaste Oaxaca)
- Geothlypis poliocephala ralphi – nordöstra Mexiko (Tamaulipas och San Luis Potosí)
- Geothlypis poliocephala palpebralis – sluttningen mot Karibien från södra Mexiko (Veracruz) till Belize och Costa Rica
- Geothlypis poliocephala caninucha – södra Mexiko (Oaxaca) till västra Guatemala, El Salvador och sydöstra Honduras
- Geothlypis poliocephala icterotis – Stillahavssluttningen i västra Nicaragua och västra Costa Rica
- Geothlypis poliocephala ridgwayi – sydvästra Costa Rica (Térraba Valley) till västra Panama (Chiriquí)

Tillfälligt har den påträffats i sydöstra Texas och har tidigare även häckat där.

## Levnadssätt
Fågeln hittas i fuktiga gräsmarker med inslag av buskar, häckar, halvtorra buskmarker och savann. Födan består av insekter och andra ryggradslösa djur som den plockar lågt i växtligheten, men ibland även genom utfall i luften. Den häckar mellan april och juli. Det djupa skålformade boet av gräs placeras långt ner i tät vegetation.

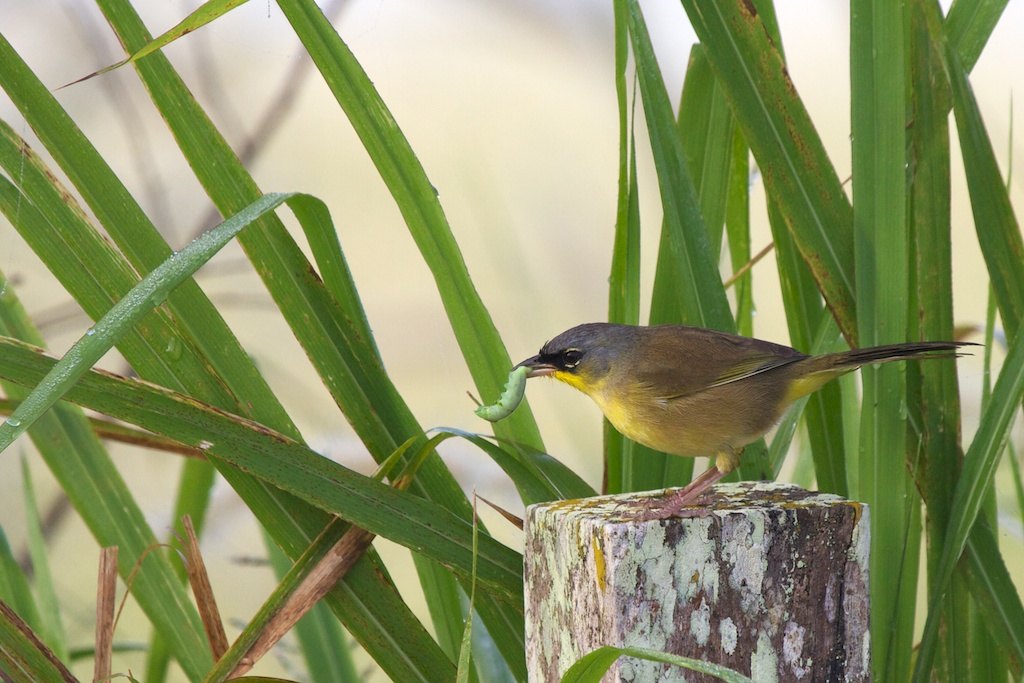
Gråkronad gulhake fotograferad i Belize.

## Status och hot
Arten har ett stort utbredningsområde och en stor population, men tros minska i antal, dock inte tillräckligt kraftigt för att den ska betraktas som hotad. Internationella naturvårdsunionen IUCN listar därför arten som livskraftig (LC). Beståndet uppskattas till i storleksordningen 500 000 till fem miljoner vuxna individer.

## Namn
Gråkronade gulhakens vetenskapliga artnamn poliocephala är latiniserad grekiska och betyder "gråhuvad]".